# Semibarbula lambarenensis
Semibarbula lambarenensis là một loài Rêu trong họ Pottiaceae. Loài này được (P. de la Varde) Bizot miêu tả khoa học đầu tiên năm 1971.